# 前屋俊広
前屋 俊広（まえや としひろ）は、日本のアニメーター。

## 来歴・人物
『ヒミツのここたま』では理由は不明だが、2017年以降の回で増田敏彦と絵コンテの担当が一緒になっていることがある。
またこちらも理由は不明だが、石川俊介や駒井一也、清島ゆう子らが絵コンテを担当した回で演出担当になっていることが多い。

## 主な参加作品

### テレビアニメ
2006年
- NANA（原画・動画）
- ケロロ軍曹（制作進行・動画・仕上）
- 内閣権力犯罪強制取締官 財前丈太郎（動画）
- ヤマトナデシコ七変化♥（2006年 - 2007年、第二原画・動画）
- 砂沙美☆魔法少女クラブ（動画）

2007年
- 蒼天の拳（第二原画）
- 獣装機攻ダンクーガノヴァ（原画）
- デルトラクエスト（原画・第二原画）
- BLUE DROP 〜天使達の戯曲〜（原画）

2008年
- ポルフィの長い旅（原画・動画）
- 紅（原画）

2012年
- ダンボール戦機W（制作進行）
- NARUTO -ナルト- SD ロック・リーの青春フルパワー忍伝（制作進行）

2013年
- 閃乱カグラ（制作進行）
- 超速変形ジャイロゼッター（制作進行）

2014年
- ログ・ホライズン（アニメーション制作担当）
- 妖怪ウォッチ（2014年 - 2015年、制作進行・原画）
- ダイヤのA（2014年 - 2015年、制作進行）
- 天体のメソッド（制作進行）

2015年
- うたの☆プリンスさまっ♪ マジLOVEレボリューションズ（第二原画）
- カードファイト!! ヴァンガードG（演出）
- ルパン三世 PART4（演出助手・第二原画）
- NARUTO -ナルト- 疾風伝（2015年 - 2016年、演出）

2016年
- かみさまみならい ヒミツのここたま（2016年 - 2018年、絵コンテ・演出）
- くまみこ（演出）
- ツキウタ。 THE ANIMATION（演出）
- 不機嫌なモノノケ庵（演出）

2017年
- クラシカロイド（演出）
- 恋愛暴君（原画）
- パズドラクロス（原画）
- おそ松さん（第2期）（2017年 - 2018年、絵コンテ・演出）

2018年
- ブラッククローバー（2018年 - 2020年、演出・原画）
- はるかなレシーブ（演出）
- キラキラハッピー★ ひらけ!ここたま（絵コンテ・演出）
- グラゼニ（演出）
- CONCEPTION（演出・原画）
- あかねさす少女（演出）

2019年
- 妖怪ウォッチ シャドウサイド（原画）
- 妖怪ウォッチ!（絵コンテ・演出・原画）
- 魔入りました!入間くん（2019年 - 2020年、演出・原画）
- ゲゲゲの鬼太郎（第6作）（演出）
- アサシンズプライド（演出）

2020年
- 妖怪学園Y 〜Nとの遭遇〜（2020年 - 2021年、演出）
- おそ松さん（第3期）（2020年 - 2021年、絵コンテ・演出）
- くまクマ熊ベアー（原画）

2021年
- スケートリーディング☆スターズ（演出）
- ONE PIECE（2021年 - 2022年、演出）
- 86-エイティシックス-（演出）
- 妖怪ウォッチ♪（2021年 - 2022年、絵コンテ・原画）

2022年
- ルパン三世 PART6（演出）
- 古見さんは、コミュ症です。（演出・演出補佐）
- シュート!Goal to the Future（演出）
- Engage Kiss（演出）
- サマータイムレンダ（演出）

2023年
- ゾン100〜ゾンビになるまでにしたい100のこと〜（絵コンテ・演出・演出補佐）

2024年
- 逃走中 グレートミッション（演出）

### 劇場アニメ
- ブラッククローバー 魔法帝の剣（2023年、演出補佐）

### Webアニメ
- ヘタリア The World Twinkle（2015年、演出）